# Joaquim Agostinho
Joaquim Agostinho (Torres Vedras, 7 april 1943 - Lissabon, 10 mei 1984) was een Portugees wielrenner en geldt als een van de beste Portugese profwielrenners aller tijden. Hij werd ontdekt door Jean de Gribaldy en nam dertien keer deel aan de Ronde van Frankrijk. Daarin eindigde Agostinho acht keer in de top-tien van het klassement en won hij vijf etappes, waaronder die naar Alpe d'Huez. Ook in de Ronde van Spanje boekte hij overwinningen.
In de Ronde van Frankrijk 1977 werd hij betrapt op het gebruik van doping, wat hem een verwijzing naar de laatste plaats in de etappe en een tijdstraf van 10 minuten opleverde, naast 1000 Zwitserse frank boete en 1 maand voorwaardelijke schorsing.
Op 30 april 1984 kwam Agostinho, zonder fietshelm, zwaar ten val in de Ronde van de Algarve na een aanrijding met een hond. Hij liep een schedelbasisfractuur op. Toch reed hij de rit uit, pas aan de finish besefte hij dat hij dringend medische hulp nodig had. Een helikopter was er niet, waardoor de 400 km lange rit naar het ziekenhuis uren in beslag nam. Eenmaal daar aangekomen werd hij nog geopereerd, maar tevergeefs: Joaquim Agostinho overleed op 10 mei 1984. De Trofeo Joaquim Agostinho is naar hem vernoemd.

## Belangrijkste overwinningen
1967
- Portugees kampioen op de weg

1968
- Portugees kampioen tijdrit
- Portugees kampioen op de weg

1969
- Portugees kampioen tijdrit
- Portugees kampioen op de weg
- 4 etappe deel B Ronde van Luxemburg
- 5e etappe Ronde van Frankrijk
- 14e etappe Ronde van Frankrijk
- Trofeo Baracchi (met Herman Vanspringel)

1970
- Portugees kampioen tijdrit
- Portugees kampioen op de weg
- Ronde van Portugal
- 1e etappe deel B Catalaanse Week

1971
- Portugees kampioen tijdrit
- Portugees kampioen op de weg
- Ronde van Portugal

1972
- Portugees kampioen tijdrit
- Portugees kampioen op de weg
- Ronde van Portugal
- 2e etappe deel B Ronde van Zwitserland
- 8e etappe Deel B Ronde van Zwitserland

1973
- Portugees kampioen tijdrit
- Portugees kampioen op de weg
- 16e etappe deel B Ronde van Frankrijk

1974
- 14e etappe Ronde van Spanje
- 19e etappe deel B Ronde van Spanje

1976
- 6e etappe Ronde van Spanje

1979
- 2e etappe Midi Libre
- 17e etappe Ronde van Frankrijk

## Belangrijkste ereplaatsen
1968
- 2e - Ronde van Portugal

1969
- 5e - Grand Prix des Nations
- 7e - Ronde van Portugal
- 8e - Ronde van Frankrijk

1970
- 6e - Ronde van Mallorca

1971
- 4e - GP Lugano
- 5e - Ronde van Frankrijk

1972
- 5e - Ronde van Zwitserland

1973
- 5e - Midi Libre
- 6e - Ronde van Spanje
- 8e - Ronde van Frankrijk

1974
- 2e - Ronde van Spanje
- 3e - Catalaanse Week
- 6e - Ronde van Frankrijk

1976
- 3e - Ronde van het Baskenland
- 3e - Ronde van Valencia
- 6e - Catalaanse week

1977
- 4e - Dauphiné Libéré
- 4e - Catalaanse Week

1978
- 3e - Ronde van Frankrijk

1979
- 2e - Midi Libre
- 3e - Ronde van Frankrijk
- 6e - Dauphiné Libéré

1980
- 2e - Midi Libre
- 3e - Bordeaux-Parijs
- 3e - Dauphiné Libéré
- 3e - Vierdaagse van Duinkerken
- 4e - GP Eddy Merckx
- 5e - Ronde van Frankrijk
- 9e - Klimmerstrofee

1981
- 2e - Dauphiné Libéré
- 5e - Ronde van Romandië

## Resultaten in voornaamste wedstrijden
| Jaar | Ronde van Italië | Ronde van Frankrijk | Ronde van Spanje |
| ---- | ---------------- | ------------------- | ---------------- |
| 1969 |                  | 8e (2)              |                  |
| 1970 |                  | 14e                 |                  |
| 1971 |                  | 5e                  |                  |
| 1972 |                  | 8e                  | opgave           |
| 1973 |                  | 8e (1)              | 6e               |
| 1974 |                  | 6e                  | ↑ (2)            |
| 1975 |                  | 15e                 |                  |
| 1976 | opgave           |                     | 7e (1)           |
| 1977 |                  | 13e                 | 15e              |
| 1978 |                  | ↑                   |                  |
| 1979 |                  | ↑ (1)               |                  |
| 1980 |                  | 5e                  |                  |
| 1981 |                  | opgave              |                  |
| 1982 |                  |                     |                  |
| 1983 |                  | 11e                 |                  |

| Jaar | Milaan-San Remo | Gent-Wevelgem | Amstel Gold Race | Luik-Bast.‑Luik | Waalse Pijl |  | WK op de weg |  | Wereldranglijsten |
| ---- | --------------- | ------------- | ---------------- | --------------- | ----------- |  | ------------ |  | ----------------- |
| 1969 |                 |               |                  |                 |             |  | 15e          |  | 18e (SPP)         |
| 1970 |                 |               |                  |                 |             |  |              |  |                   |
| 1971 |                 |               |                  |                 |             |  |              |  | 19e (SPP)         |
| 1972 |                 | 97e           |                  | 17e             | 29e         |  | 42e          |  | 28e (SPP)         |
| 1973 | 87e             |               |                  |                 |             |  | 20e          |  |                   |
| 1974 |                 |               |                  |                 |             |  |              |  | 10e (SPP)         |
| 1975 |                 |               |                  |                 |             |  |              |  |                   |
| 1976 |                 |               |                  |                 |             |  |              |  |                   |
| 1977 | 36e             |               |                  |                 |             |  |              |  |                   |
| 1978 |                 |               |                  |                 |             |  |              |  | 19e (SPP)         |
| 1979 |                 |               |                  |                 |             |  |              |  | 11e (SPP)         |
| 1980 |                 |               |                  |                 |             |  |              |  | 7e (SPP)          |
| 1981 |                 |               |                  |                 |             |  |              |  |                   |
| 1982 |                 |               |                  |                 |             |  |              |  |                   |
| 1983 |                 |               | 50e              |                 |             |  |              |  |                   |